# Волховстрой I
Волховстро́й-1 — сортировочная станция в городе Волхов (Ленинградская область). По объему выполняемой работы является внеклассной. Вместе с соседней станцией Волховстрой-2 составляет крупный и инфраструктурно значимый железнодорожный узел.
Станция открыта в 1904 году на вновь построенной линии Санкт-Петербург — Вологда, первоначальное название — Зва́нка, в 1934 году переименована в Волховстрой. С 1910-х гг. от станции прокладывается линия на Петрозаводск и Мурманск.
В 1996 году началась реконструкция вокзала станции. Её окончание пришлось на конец 1998 года.
В 2012 году проектным институтом ОАО «Ленгипротранс» был разработан проект по удлинению приёмоотправочных путей парка приёма станции, а также генеральная схема развития всего Волховстроевского железнодорожного узла. В рамках реализации этого проекта была начата реконструкция административного здания возле вокзала станции, однако с середины 2013 года работы заморожены. Возобновление работ планируется на 2015 год.
На станции находится паровоз-памятник Эу708-64 — первый паровоз, прибывший в Ленинград после прорыва блокады.
При станции существует ремонтное локомотивное депо Волхов.

## Пассажирские перевозки

### Пригородные поезда
От Волховстроя электрички отправляются в нескольких направлениях:
- Волховстрой — Мга — Санкт-Петербург (Московский или Ладожский вокзал)
- Волховстрой — Лодейное поле — Свирь (в четырехвагонной составности)
- Волховстрой — Тихвин — Бабаево (в четырехвагонной составности)
- Волховстрой — Тигода — Чудово (в четырехвагонной составности)
- Волховстрой — Кириши — Будогощь (в четырехвагонной составности)

До сплошной электрификации всех направлений, примыкающих к Волховстрою, пригородное сообщение от станции на них (кроме Ленинградского) выполняли поезда на тепловозной тяге — преимущественно в составе межобластного вагона и старенького «плацкартника» (в последние годы также и в версии гомельской пригородной переделки) — под тепловозом ТЭП60 — в последние годы под тепловозом ТЭП70.

### Поезда дальнего следования
На станции останавливаются почти все проходящие через неё поезда дальнего следования (за исключением поезда № 805/806 Санкт-Петербург - Петрозаводск).
Поезд №241* сообщением Мурманск-Москва следует ч/з Волховстрой-2.
По состоянию на декабрь 2018 года ежедневно проходит более 20 поездов.
| Круглогодичное обращение поездов | Круглогодичное обращение поездов | Круглогодичное обращение поездов | Круглогодичное обращение поездов |
| № поезда                         | Маршрут движения                 | № поезда                         | Маршрут движения                 |
| -------------------------------- | -------------------------------- | -------------------------------- | -------------------------------- |
| 9                                | Архангельск — Санкт-Петербург    | 10                               | Санкт-Петербург — Архангельск    |
| 11                               | Петрозаводск — Санкт-Петербург   | 12                               | Санкт-Петербург — Петрозаводск   |
| 13 "Новокузнецк"                 | Новокузнецк — Санкт-Петербург    | 14 "Новокузнецк"                 | Санкт-Петербург — Новокузнецк    |
| 15 "Арктика"                     | Мурманск — Москва                | 16 "Арктика"                     | Москва — Мурманск                |
| 21                               | Мурманск — Санкт-Петербург       | 22                               | Санкт-Петербург — Мурманск       |
| 71 "Демидовский Экспресс"        | Екатеринбург — Санкт-Петербург   | 72 "Демидовский Экспресс"        | Санкт-Петербург — Екатеринбург   |
| 73                               | Тюмень — Санкт-Петербург         | 74                               | Санкт-Петербург — Тюмень         |
| 77                               | Воркута — Санкт-Петербург        | 78                               | Санкт-Петербург — Воркута        |
| 97                               | Микунь — Санкт-Петербург         | 98                               | Санкт-Петербург — Микунь         |
| 123                              | Киров — Санкт-Петербург          | 124                              | Санкт-Петербург — Киров          |
| 617 "Белые ночи"                 | Вологда — Санкт-Петербург        | 618 "Белые ночи"                 | Санкт-Петербург — Вологда        |
| 803 "Ласточка"                   | Петрозаводск — Санкт-Петербург   | 804 "Ласточка"                   | Санкт-Петербург — Петрозаводск   |

| Сезонное обращение поездов | Сезонное обращение поездов  | Сезонное обращение поездов | Сезонное обращение поездов  |
| № поезда                   | Маршрут движения            | № поезда                   | Маршрут движения            |
| -------------------------- | --------------------------- | -------------------------- | --------------------------- |
| 191                        | Челябинск — Санкт-Петербург | 192                        | Санкт-Петербург — Челябинск |
| 241                        | Мурманск — Москва           | 242                        | Москва — Мурманск           |

## Галерея

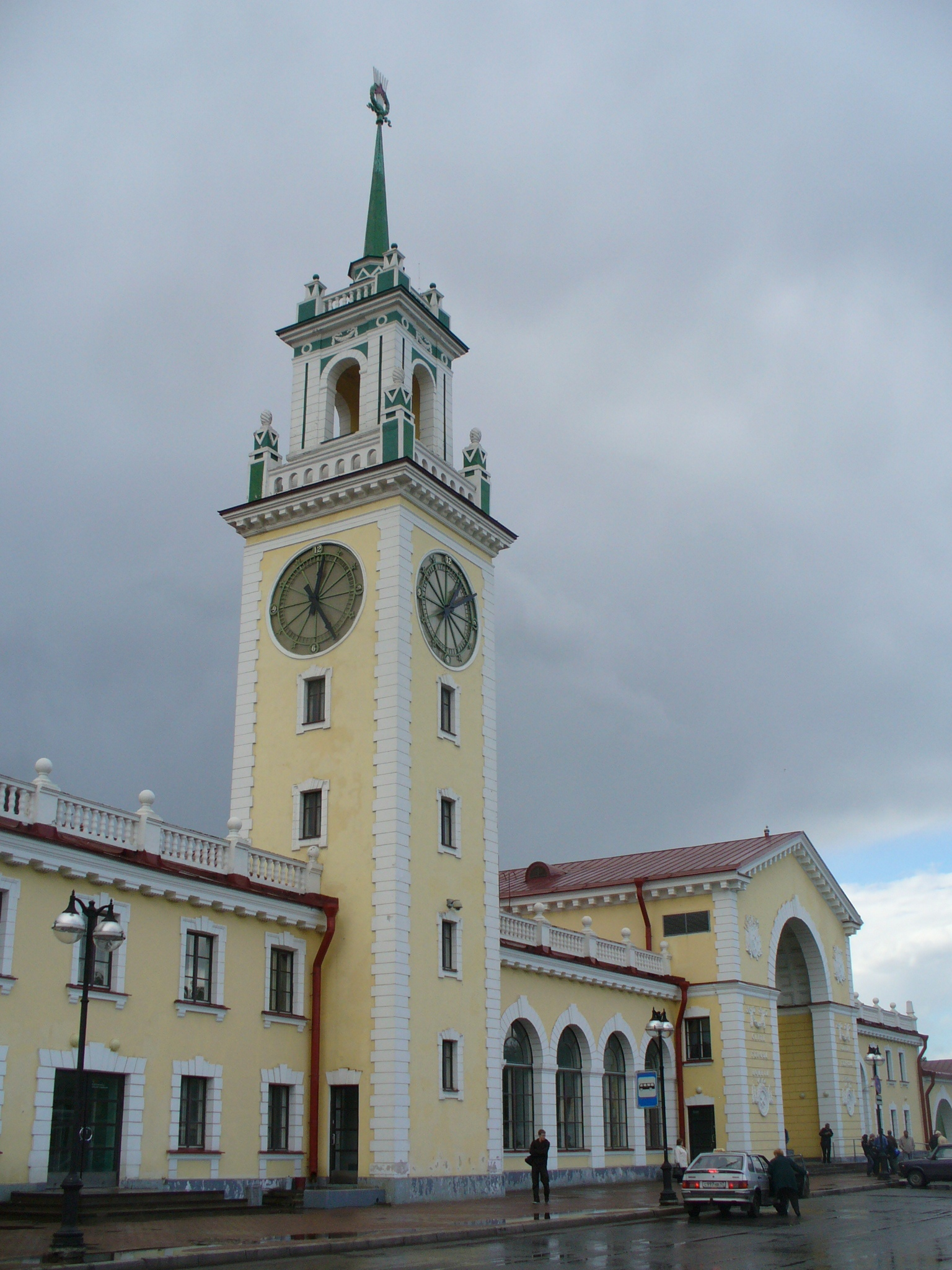
Вокзал станции Волховстрой-1
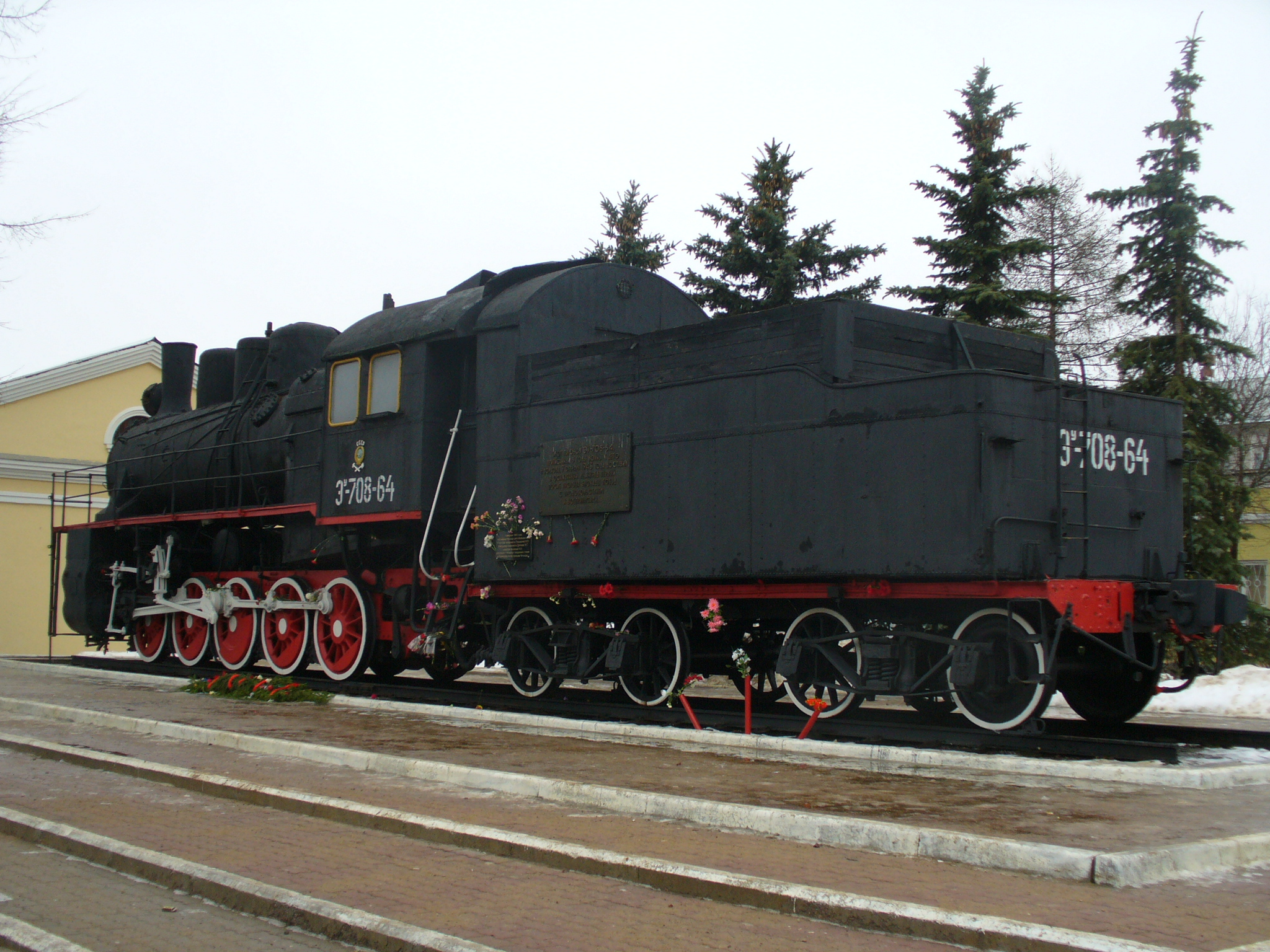
Паровоз Эу708-64
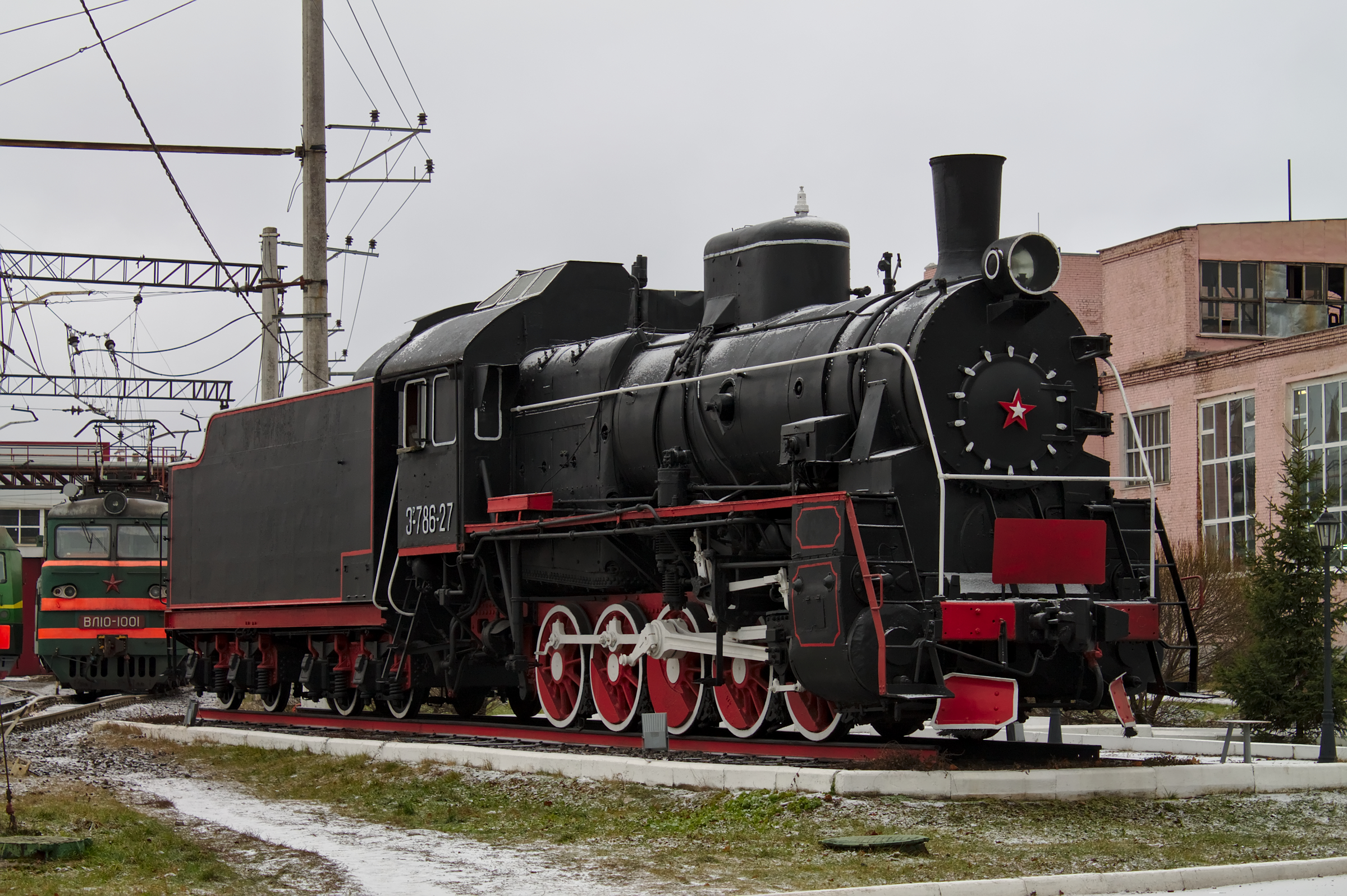
Паровоз Эр 786-27